# Gabriel Saab
Gabriel Saab (født 1923 i Kairo, Egypten - død 2003) var en egyptisk komponist og lærer af libanesisk afstamning.
Saab studerede komposition på Musikkonservatoriet i Paris (1946-1953). Han emigrerede til Canada (1967), hvor han studerede videre på Musikkonservatoriet i Montreal.
Saab har skrevet 2 symfonier, orkesterværker, kammermusik etc. Han er inspireret af Jean Sibelius, Pjotr Tjajkovskij og egyptisk folklore. Skrev sin første symfoni i en alder af 65 år.

## Udvalgte værker
- Symfoni nr. 1 (1997) - for orkester
- Symfoni nr. 2 (2003) - for orkester